# Thesium tuvense
Thesium tuvense är en sandelträdsväxtart som beskrevs av I.M. Krasnoborov. Thesium tuvense ingår i släktet spindelörter, och familjen sandelträdsväxter. Inga underarter finns listade i Catalogue of Life.